# Bleu de Sainte-Foy
De Bleu de Sainte-Foy is een Franse kaas die in Savoie geproduceerd wordt. De kaas is ook bekend onder verschillende andere namen: de persillé de Haute-Tarentaise of de persillé Sainte-Foy. De kaas lijkt wel op de buur-kaas de Bleu de Termignon.
De kaas is een zomerkaas, een kaas gemaakt ’s zomers bij de hoge alpenweiden, op basis van geitenmelk gemengd met koeienmelk.
Aan de wrongel van meerdere melkgangen wordt het stremsel toegevoegd, en in de vormen gedaan. De wrongel wordt enige tijd bewaard, en zal licht gaan fermenteren. De zo verkregen ietwat zure omgeving is goed voor de ontwikkeling van de blauwe schimmel. Wel wordt de kaas ook nog geprikt voor de beter ontwikkeling van de schimmels. De kaas rijpt langer dan de Bleu de Termignon.
Tegenwoordig is de hoeveelheid geitenmelk voor kaasproductie steeds beperkter, waardoor ook de productie klein blijft. De kaas blijft een product van het familiebedrijf, en dan nog alleen ’s zomers.